# 祭城路街道
祭城路街道（「祭」，郑州当地多将其读作zhà），是中华人民共和国河南省郑州市金水区下辖的一个街道办事处。祭城路街道成立于2006年，为河南省人民政府驻地所在。祭城路的位置为商朝（郑州又称商都）的邦国祭国。2015年5月21日，郑州市政府发布了《关于祭城路更名为平安大道的通告》，正式将“祭城路”更名为“平安大道”。朱广义等居民状告郑州市人民政府，要求撤消更名，经过三年诉讼被驳回。

## 行政区划
祭城路街道管辖中州大道以东，熊儿河、东风渠以南，东三环以西，七里河、陇海铁路以北区域，下辖以下地区：祭城社区、庙张社区、金庄社区、邢屯社区、崔庄社区、白庄社区、十里铺社区、八里庙社区、黄河南路社区、金龙社区、鑫苑花园社区、千宁街社区、宏图街社区、正弘山社区、万安街社区、中南社区、民祥社区、中兴路社区、心怡路社区、正光街社区、润城社区和翡翠社区。

## 经济
祭城路街道辖区主要经济业态涵盖金融（银行）保险、企业总部、特色餐饮、高端酒店、文化旅游、出版传媒、传统商贸、电子商务、特色楼宇群等。2018年，祭城路街道税收完成12.23亿元，固定资产投资完成316.3亿元。其中招银大厦、绿地原盛国际、绿地新都会、东方鼎盛、楷林IFC、美盛中心、楷林中心、永和国际为税收超亿元的写字楼。

## 主要地点

### 政府机关
- 河南省人民政府
- 河南省交通运输厅
- 河南省民政厅
- 河南省自然资源厅
- 河南省纪委监察委

### 文化场馆
- 郑州图书馆
- 河南自然博物馆
- 黄淮艺术博物馆

### 学校
- 郑州市第七十八中学
- 郑州市第八十六中学
- 郑州市第九十三中学
- 郑州市第一零六中学
- 郑东新区聚源路小学
- 郑东新区畅和街小学
- 郑东新区心怡路小学

### 购物中心
- 新田360广场（绿地新都会店）
- 红星美凯龙全球家居广场
- 麦德龙郑东商场

## 交通
祭城路街道交通便利，与郑州东站仅一河之隔。金水东路、黄河南路、农业南路、东风南路等郑东新区的主干道贯穿辖区。郑州地铁1号线和5号线从辖区内经过，并设有黄河南路站、农业南路站、东风南路站、金水东路站和祭城站等地铁车站。